# Campionati del mondo di ciclocross 2011
I Campionati del mondo di ciclocross 2011 (en.: 2011 UCI Cyclo-cross World Championships) si svolsero a St. Wendel, in Germania, il 29 e il 30 gennaio.

## Eventi
Sabato 29 gennaio
- 11:00 Uomini Junior – 19,87 km
- 14:00 Uomini Under-23 – 22,67 km

Domenica 30 gennaio
- 11:00 Donne Elite – 17,07 km
- 14:00 Uomini Elite – 31,07 km

## Medagliere
| Pos.   | Nazione     | Oro | Argento | Bronzo | Totale |
| ------ | ----------- | --- | ------- | ------ | ------ |
| 1      | Paesi Bassi | 2   | 1       | 0      | 3      |
| 2      | Francia     | 1   | 1       | 1      | 3      |
| 3      | Rep. Ceca   | 1   | 0       | 2      | 3      |
| 4      | Belgio      | 0   | 1       | 1      | 2      |
| 5      | Stati Uniti | 0   | 1       | 0      | 1      |
| Totale | Totale      | 4   | 4       | 4      | 12     |

## Sommario degli eventi
| Eventi            | Oro                           | Tempo                     | Argento                    | Tempo | Bronzo                  | Tempo   |
| Uomini            |                               |                           |                            |       |                         |         |
| Elite dettagli    | Zdeněk Štybar Rep. Ceca       | 1h06'37" Media 27,98 km/h | Sven Nys Belgio            | a 18" | Kevin Pauwels Belgio    | a 1'15" |
| Under-23 dettagli | Lars van der Haar Paesi Bassi | 52'11" Media 26,15 km/h   | Mike Teunissen Paesi Bassi | a 1"  | Karel Hnik Rep. Ceca    | s.t.    |
| Junior dettagli   | Clément Venturini Francia     | 44'31" Media 26,78 km/h   | Loic Doubey Francia        | a 15" | Fabien Doubey Francia   | s.t.    |
| Donne             |                               |                           |                            |       |                         |         |
| Elite dettagli    | Marianne Vos Paesi Bassi      | 40'31" Media 25,28 km/h   | Katie Compton Stati Uniti  | a 17" | Kateřina Nash Rep. Ceca | a 20"   |